# Nacimiento (Chile)
Nacimiento ist eine Stadt und Kommune in der Provinz Bío-Bío in der Región del Biobío in Chile. Bei der Volkszählung im Jahr 2017 hatte sie 28.392 Einwohner. Die Gemeinde erstreckt sich über eine Fläche von 934,9 km².
Zu den Flüssen, die die Stadt umgeben, gehören der Río Bío Bío und der Río Vergara.

## Geschichte
Zunächst diente der Ort als spanische Außenpostenfestung und zur Kontrolle des Territoriums. Sie wurde am 24. Dezember 1603, am Vorabend der Geburt Jesus Christus, gegründet, weshalb ihr Gründer, der Gouverneur von Chile Alonso de Ribera de Pareja, der Festung den Namen „Nacimiento de Nuestro Señor“ („Geburt unseres Herrn“) gab. Im Laufe der Zeit wurde der Name verkürzt und endete schließlich in „Nacimiento“.
Nacimiento wurde mehrmals von den Mapuchen zerstört und 1665, 1724 und 1739 wieder aufgebaut, bis es schließlich 1749 an der Stelle, an der es sich heute befindet, wieder aufgebaut wurde. Die Stadt selbst wurde vom Gouverneur von Chile Manuel de Amat y Junyent per Dekret vom 20. Dezember 1756 gegründet. Im Jahr 1757 erhielt sie den Namen „Villa del Nacimiento“.
Lange Zeit galt Nacimiento als die letzte Grenze Chiles. Der Telegraph gelangte dorthin und kommunizierte über Dampfschiffe auf dem Flussweg mit Concepción.
Mit der Ankunft großer Investoren entwickelte sich die Stadt zu einer sehr wohlhabenden Stadt. In den glorreichen Jahren der Stadt gab es Gebäude von großer Bedeutung, wie das Büro des Gouverneurs, das Gefängnis und ein für die damalige Zeit modernes Krankenhaus. Erwähnenswert sind auch die riesigen Tonminen und die Keramik.
Ein Großteil dieses Fortschritts wurde durch die Erdbeben von 1939 und 1960 zunichtegemacht, was den Verlust der großen Franziskanerkirche und anderer berühmter Gebäude bedeutete. Früher verfügte die Gemeinde auch über eine Eisenbahnverbindung, die den alten Bahnhof Nacimiento erreichte, Endstation der Zweigstelle Coihue–Nacimiento, die sich in der Nähe der Lautaro-Bevölkerung befand. Der Bahnhof wurde von Vandalen niedergebrannt und an der alten Stelle wurde eine neue Stadt errichtet.

## Bevölkerung
Laut der Volkszählung des Nationalen Statistikinstituts von 2002 hatte Nacimiento 25.971 Einwohner (13.090 Männer und 12.881 Frauen). Davon lebten 20.884 (80,4 %) in städtischen Gebieten und 5087 (19,6 %) in ländlichen Gebieten. Die Bevölkerung sank zwischen den Volkszählungen 1992 und 2002 um 0,1 % (23 Personen). Laut der Volkszählung im Jahr 2017 hatte die Gemeinde eine Bevölkerung von 28.392.

## Orte
Die folgenden ländlichen Orte gehören zur Gemeinde Nacimiento (benannt von Norden nach Süden):
- Monterrey
- Las Corrientes
- La Higuera
- Los Litres
- Quilquilco
- Las Pinas
- Las Minas
- Sektor Santa Luisa
- Villa Diuquín
- Chequenal
- San Ramón
- San Roque
- Santa Lucía
- San José de Dollinco
- Lomas de los Erices
- Carrizal
- Mitrinhue
- Los Álamos
- Pichún
- San José
- La Parra
- El Durazno
- Santa Adriana
- Tambillo
- Los Barros
- Palos Quemados
- El Huingán

## Persönlichkeiten
- José Santos Arias (1928–2012), Fußballspieler
- Elvis Acuña (* 1991), Fußballspieler